# Stengelloze silene
De stengelloze silene (Silene acaulis) is een plant uit de anjerfamilie (Caryophyllaceae).

## Kenmerken
De bloemen zijn 1,5–2,5 cm breed: elke bloem staat op een eigen steeltje en heeft vijf kroonblaadjes. De kelkbladeren zijn vergroeid tot een buis. De stengel is dichtbezet met lijnvormige bladeren. De plant vormt kussens met donkerroze bloemen. Zeer zeldzaam is er een witte bloem. Hij bloeit van mei tot september en wordt maximaal 5 cm hoog.

## Voorkomen
De soort komt voor in de gebergtes van Midden-Europa (meer bepaald in de Alpen, de Apennijnen en de Pyreneeën) op een hoogte tussen 1500 en 3600 m, en in Noord-Europa. De stengelloze silene is kalkminnend en verkiest bovendien bodems met een losse structuur, zoals lawinepuin.

## Bijzonderheden
De plant doet aan zelfbemesting doordat de bladeren in het kussen afsterven en nieuw voedsel bieden voor de plant. Zo kan de soort op zeer onvruchtbare bodems toch standhouden.
... · 
S. acaulis (Stengelloze silene) · 
S. chalcedonica (Brandende liefde) · 
S. conica (Kegelsilene) · 
S. coronaria (Prikneus) · 
S. dichotoma (Gaffelsilene) · 
S. dioica (Dagkoekoeksbloem) · 
S. flos-cuculi (Echte koekoeksbloem)
S. gallica (Franse silene) · 
S. latifolia subsp. alba (Avondkoekoeksbloem) · 
S. noctiflora (Nachtkoekoeksbloem) · 
S. nutans (Nachtsilene) · 
S. otites (Oorsilene) · 
S. stenophylla · 
S. uniflora · 
S. viscaria (Rode pekanjer) · 
S. vulgaris (Blaassilene) · 
...